# Millie Robinson
Mildred Jessie Robinson surnommée Millie Robinson, née en 1924, à Douglas et décédée en 1994 est une coureuse cycliste mannoise. Détentrice du record du monde de l'heure en 1958 et victorieuse du tout premier Tour de France féminin en 1955.

## Biographie
Millie Robinson est née en 1924 à Douglas et a grandi à Peel sur l'Île de Man, après un passage dans l'armée de terre britannique (British Army), elle a commencé à pratiquer le cyclisme de compétition à l'âge de 25 ans. Six ans plus tard, elle déménage en Angleterre pour se lancer dans le cyclisme de compétition au sommet de ce sport. Elle remporte en 1955 la première édition, sans lendemain, d'un Tour de France féminin.

## Palmarès sur route
- 1955
  -  Championne de Grande-Bretagne longue distance sur route
  -  Championne de Grande-Bretagne du contre-la-montre
  - Tour de France féminin
    - Classement général
    - 4e et 5ea (contre-la-montre) étapes

  - Circuit Lyonnais-Auvergne 
    - Classement général
    - 1re, 2e et 3e étapes
- 1956
  -  Championne de Grande-Bretagne longue distance sur route
  -  Championne de Grande-Bretagne du contre-la-montre
- 1957
  -  Championne de Grande-Bretagne du contre-la-montre
- 1958
  - British Best All Rounder
- 1959
  - 2e du Championnat de Grande-Bretagne sur route
  - 2e de British Best All Rounder
  - 7e du Championnat du monde sur route

## Palmarès sur piste
- 1958
  - 2e du championnat de Grande-Bretagne de la poursuite

## Records
- Détentrice du record du monde de l'heure :  39,718 km (du 25 septembre 1958 au 9 novembre 1958 (Elsy Jacobs))[2].